# گشتلاند
گشتلاند (به آلمانی: Geestland) یک منطقهٔ مسکونی در آلمان است که در کوکسهاون واقع شده‌است. گشتلاند ۳۰٬۴۱۱ نفر جمعیت دارد.